# Alphonse Daudet
Alphonse Daudet (Nîmes, 12 de maio de 1840 — Paris, 17 de dezembro de 1897) foi um romancista, poeta e dramaturgo francês.

## Biografia
Daudet nasceu em Nîmes, Languedoc, Departamento do Gard, filho de um fabricante de tecidos e comerciante. Com a falência da família, viu-se obrigado, aos 17 anos, a trabalhar de vigilante em um colégio. Com a ajuda do irmão, o historiador e escritor francês Ernest Louis Marie Daudet, foi para Paris aos 18 anos, iniciando sua vida literária. Seu irmão contou, no livro Mon Frère et Moi, as aventuras dos dois em Paris.
Estreou com uma coletânea de versos, Les Amoureuses, em 1858, e em 1862 publicou um volume de contos, Le  Roman du Chaperon Rouge. Em Paris, tornou-se íntimo de Goncourt e Emile Zola.
Ao publicar Lettres de mon moulin, em 1869, alcançou o sucesso. Tornou-se secretário do Duque de Morny, presidente do Senado e, por problemas de saúde, viajou pela Argélia, onde se inspirou para escrever Tartarin de Tarascon, em 1872. Fez várias tentativas no teatro, mas só teve algum sucesso com L'Arlésienne, em 1872.
Foi pai do jornalista e também escritor Léon Daudet, um monarquista, nacionalista e antissemita, que colaborou em jornais como o Le Figaro e o Le Gaulois, entre outros.
Sofreu muito nos seus últimos quinze anos, morrendo em 1897, vítima de uma ataxia incurável (que poderia ser normalmente uma degeneração ou bloqueio de áreas específicas do cérebro e cerebelo). Encontra-se sepultado no Cemitério do Père-Lachaise, Paris na França.

## Características literárias
Filiou-se à escola naturalista, produzindo uma obra variada, satírica, retratando as personagens da vida parisiense. Seu estilo é cristalino, brilhante, deixando transparecer, com frequência, os sentimentos de paixões recalcadas.
Criou o personagem Tartarin, herói alegre e gabola, das novelas Tartarin de Tarascon e Tartarin sur les Alpes.
Foi amigo de Frédéric Mistral, e pertenceu ao grupo de escritores de língua provençal Felibritge, fundado em 1854, escrevendo várias composições poéticas em provençal. A língua provençal é o idioma falado ao sul do Loire, entre o mar, os Alpes e os Pirenéus, compreendendo o provençal propriamente dito, o languedocino e o gascão. A Provença foi a pátria primeira da poesia trovadoresca, em especial na Idade Média. Além de Frédéric Mistral, Joseph Roumanille, ao qual Daudet se refere em "Cartas de meu Moinho", também foi um desses poetas.
Na área da imprensa, encontra-se colaboração da sua autoria na revista "Branco e Negro" (1896-1898).

## Obras principais
- Les Amoureuses (poesias ,1858)
- Le Roman du Chaperon Rouge (1862)
- Lettres de Mon Moulin (1866) - ("Cartas do meu Moinho")
- Tartarin de Tarascon (1872)
- L'Arlésienne (drama,1872)
- Contes du lundi (1873)
- Les Femmes d'artistes (1874)
- Robert Helmont (1874)
- Fromont jeune et Risler ainé (1874)
- Jack (1876)
- Le Nabab (1877)
- Numa Roumestan (1880)
- Sapho (Charpentier, 1884)
- Tartarin sur les Alpes (1885)
- L'Immortel (1888)
- Trente ans de Paris (1888)
- Souvenirs d'un homme de lettres (memórias,1888)
- Port-Tarascon (1890)
- La Petite Paroise (1895).
- A Evangelista (edição digital em português, da Bibliotrónica Portuguesa)